# Петра Гулова
Петра Гулова (чеськ. Petra Hůlová; *12 липня 1979, Прага, Чехія) — чеська письменниця, відома своїми романами, що досліджують соціальні, культурні та історичні теми.

## Біографія
Після закінчення гімназії Петра Гулова спочатку спробувала вступити до Факультету соціальних наук Карлового університету, проте невдало. Згодом вона розпочала навчання на кафедрі культурології Філософського факультету Карлового університету, а пізніше додала до своїх студій і монголістику. У 2000–2001 роках навчалася в Улан-Баторі, де вперше серйозно зайнялася прозою.
У 2002 році її дебютний роман ''Пам’ять моєї бабусі'' (чес. ''Paměť mojí babičce'') був опублікований видавництвом "Torst" і отримав схвальні відгуки як від критиків, так і від читачів. Книга була визнана "Книгою року" за версією чеського видання ''Лідове новіни'' та згодом перекладена на вісім європейських мов. Події роману розгортаються в Монголії, а його сюжет заснований на розповідях жінок трьох поколінь про їхній життєвий досвід. За цей твір Гулова отримала престижну літературну премію ''Магнезія Літера'' у категорії "Відкриття року". Пізніше за мотивами роману у Празі було поставлено театральну виставу, а також планується створення фільму.
Окрім Монголії, вона також жила у США, де відбуваються події її роману ''Cirkus Les Mémoires''. Згодом вона завершила навчання в докторантурі з культурології на Філософському факультеті Карлового університету.
З 2007 року Гулова є постійною дописувачкою чеського журналу ''Respekt''. Вона мешкає в Празі, розлучена, має трьох дітей.

## Політична діяльність
Петра Гулова є членкинею чеської Партії зелених. У 2013 році балотувалася до Палати депутатів Парламенту Чеської Республіки від цієї партії, посівши 8-ме місце в списку кандидатів у Празі. Проте партія не подолала виборчий бар’єр. У 2014 році вона також була кандидатом на виборах до Європейського парламенту, посівши 6-те місце в списку партії, але знову безуспішно. З 2023 році вона намагається вести безавтомобільний спосіб життя.

## Літературна та театральна діяльність
За повість ''Пластикова трикімнатна квартира'' (чес. ''Umělohmotný třípokoj''), в якій вона відверто коментує суспільство, фемінізм і сексуальні фантазії, Гулова отримала премію Їржі Ортена. Також варто зазначити й твір ''Чехія — земля обітована'' (чес. ''Čechy, země zaslíbená''), який є хронікою життя української заробітчанки Ольги в Чехії та пронизаний самоіронією до чеського темпераменту. Завдяки роману «Станція Тайга» (чес. "Stanice Tajga") Гулова стала лауреатом премії Йозефа Шкворецького 2008 року.
Петра Гулова адаптувала для театру роман Єна Мак'юена ''Бетонний сад''. Прем’єра цієї вистави відбулася в січні 2016 року у Швандовому театрі в Празі. У 2006 році Гулова представляла Чехію на міжнародних книжкових ярмарках у Лейпцигу та Парижі.
Критики вважають її провокативною письменницею зі специфічним стилем, що включає численні авторські неологізми.

### Театральні п'єси
- Buňka číslo (2016)

### Переклади
- "Чехія — земля обітована" — уривок роману / Петра Гулова ; пер. з чеської О. Литвинюк // Київ. — 2017. — № 3/4. — С. 2-41.